# All the Time (The Strokes)
All the Time è un singolo del gruppo indie rock statunitense The Strokes, pubblicato nel 2013 ed estratto dall'album Comedown Machine.

## Tracce
1. All the Time – 3:01
2. Fast Animals – 3:43